# Sóc đỏ Nam Amazon
Sóc đỏ Nam Amazon, tên khoa học Sciurus spadiceus, là một loài động vật có vú trong họ Sóc, bộ Gặm nhấm. Loài này được Olfers mô tả năm 1818.

## Hình ảnh

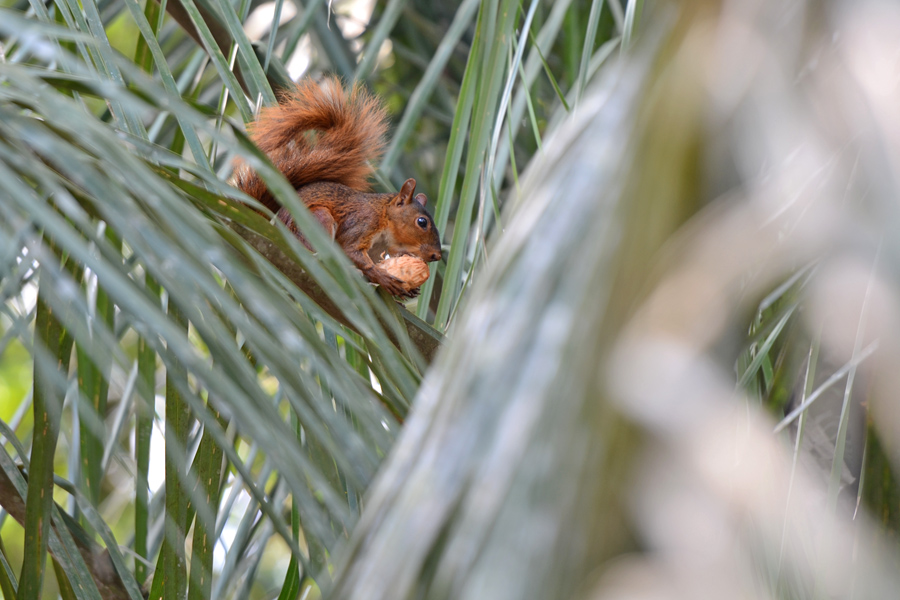
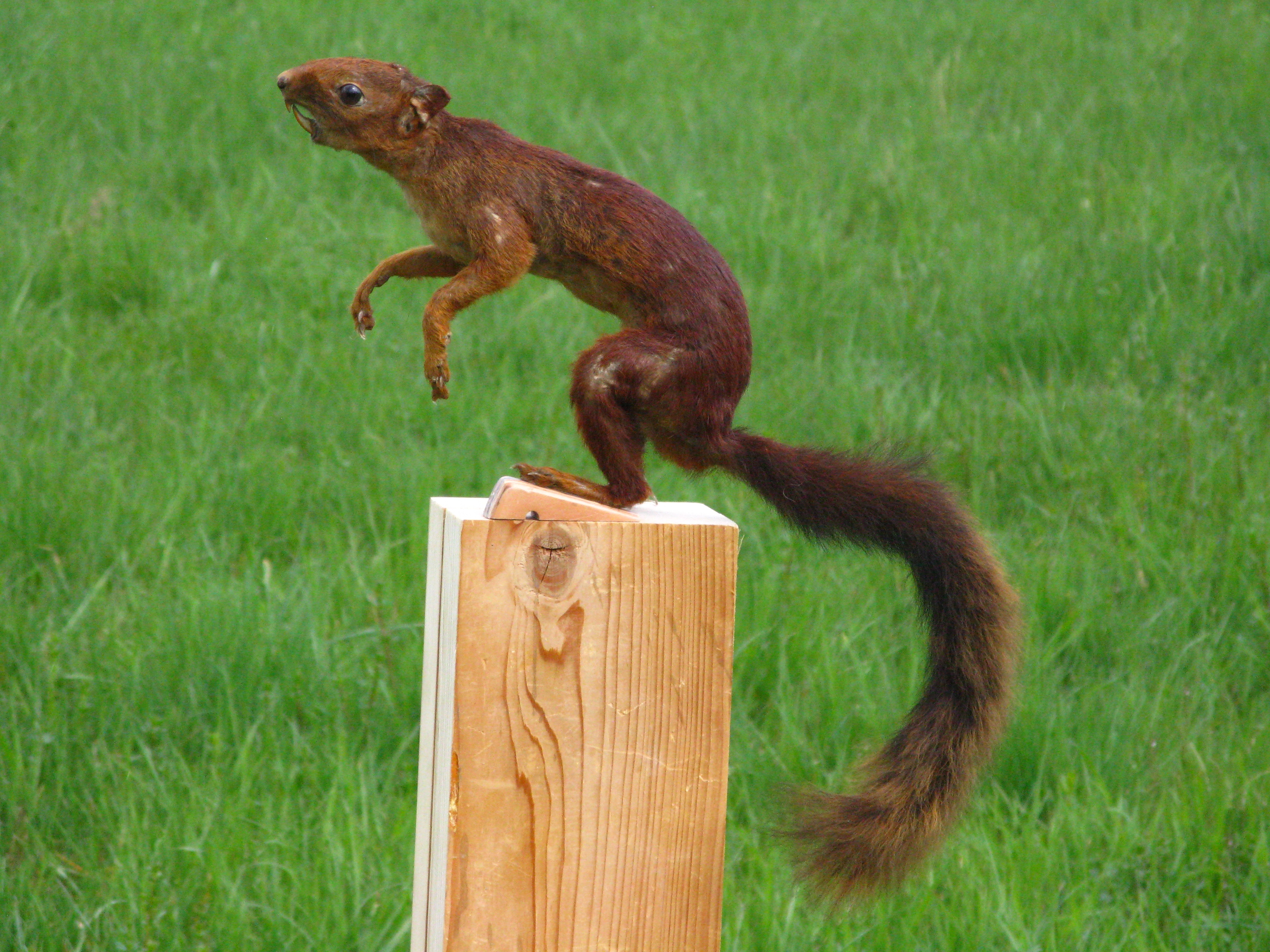